# Prezidentské volby ve Finsku 2006
V tomto roce se potřetí konala volba prezidenta Finské republiky na šestileté funkční období v systému dvoukolové přímé lidové volby.
Prvního kola (15. ledna) se účastnili kandidáti sedmi politických stran a jeden kandidát volebního sdružení tvořeného osobami oprávněnými hlasovat. Výsledky byly následující:
1. Tarja Halonen (sociální demokracie/Levicový svaz), 1 397 030 hlasů, tj. 46,3 %
2. Sauli Niinistö (konzervativci), 725 866 hlasů, tj. 24,1 %
3. Matti Vanhanen (centristé), 561 990 hlasů, tj. 18,6 %
4. Heidi Hautala (Zelení), 105 248 hlasů, tj. 3,5 %
5. Timo Soini (Praví Finové), 103 492 hlasů, tj. 3,4 %
6. Bjarne Kallis (křesťanští demokraté), 61 483 hlasů, tj. 2,0 %
7. Henrik Lax (Švédská lidová strana), 48 703 hlasů, tj. 1,6 %
8. Arto Lahti (volební uskupení), 12 989 hlasů, tj. 0,4 %
Celkem bylo odevzdáno 3 016 801 hlasů čili hlasovalo 73,9 % voličů. V prvním kole nikdo z kandidátů nedosáhl většinového počtu hlasů (50% + 1 hlas z odevzdaných).
Do druhého kola (29. ledna) postoupili první dva kandidáti. Výsledky byly následující:
1. Tarja Halonen, 1 630 980, 51,8 %
2. Sauli Niinistö, 1 518 333, 48,2 %
Celkem bylo odevzdáno 3 149 313 hlasů čili hlasovalo 77,2 % voličů.
Prezidentkou Finské republiky se stala Tarja Halonen(ová).